# ちゃんころ
ちゃんころ
1. 中国人（漢民族）に対する俗語。本項で詳述する。
2. 銭（ぜに）、小さくて取るに足らないもの[1]を意味する同音異義語（「銭」「チェン」の転訛[2]）。
3. 2ちゃんねらーに対する俗語。

## 語源と歴史
中国人（特に漢民族）を意味する「ちゃんころ」という言葉は、日本帝国が中国に積極的に出兵する明治時代から頻繁に使われるようになった。いわゆる「兵隊シナ語」のひとつである。日本帝国の政治家と日本軍が清国に訪ねた際、満州民族の支配下にいた漢族が満州民族の前に跪く、頭を下げて御辞儀をしながら漢族たちを奴才と呼んでいたことを日本軍が見て中国人(漢民族)を清国奴（ちゃんころ）と呼んでいたのが語源である。中国服のことを「チャン服」、中華料理のことを「チャン料」などと形容詞的に略して用いることもあった。当時、大日本帝国の支配下にあった中国で日本軍が征服した中国領土にいる中国人(漢民族)に対して用いる俗語として定着した。